# 大東ガス
大東ガス株式会社（だいとうガス）は、埼玉県富士見市に本社を置く、都市ガス事業を行う企業。1961（昭和36年）年10月、東上ガスの全額出資により設立。

## 沿革
- 1961年10月 - 東上ガス株式会社の全額出資によって設立。
- 1983年7月 - 本社を東京都豊島区南池袋から埼玉支社（埼玉県入間郡三芳町）に移転。
- 1993年4月	- 社名を「大東瓦斯株式会社」から「大東ガス株式会社」へ変更。
- 2023年12月8日 - 本社を富士見市に移転[3]。三芳町の旧本社は供給保安センターとして引き続く。

## 営業エリア
- 三芳町、朝霞市、志木市、富士見市の全域、川口市、入間市、新座市、所沢市、東京都日野市、神奈川県座間市の各一部。

## 関連会社
- 東上ガス株式会社